# Кубок шотландської ліги з футболу 2007—2008
Кубок шотландської ліги 2007–2008 — 62-й розіграш Кубка шотландської ліги. Змагання проводиться за системою «плей-оф», де і визначають переможця. Переможцем став Рейнджерс.

## Календар
| Раунд        | Дата                     | Матчі | Клуби   |
| ------------ | ------------------------ | ----- | ------- |
| Перший раунд | 7-8 серпня 2007          | 14    | 42 → 28 |
| Другий раунд | 28-29 серпня 2007        | 12    | 28 → 16 |
| 1/8 фіналу   | 25-26 вересня 2007       | 8     | 16 → 8  |
| 1/4 фіналу   | 31 жовтня 2007           | 4     | 8 → 4   |
| 1/2 фіналу   | 30 січня - 5 лютого 2008 | 2     | 4 → 2   |
| Фінал        | 16 березня 2008          | 1     | 2 → 1   |

## Перший раунд
| Команда 1                | Рахунок | Команда 2            |
| ------------------------ | ------- | -------------------- |
| 7 серпня 2007            |         |                      |
| Бервік Рейнджерс (3)     | 3:1 дч  | Стенхаузмур (4)      |
| Бріхін Сіті (3)          | 0:1     | Стерлінг Альбіон (2) |
| Клайд (2)                | 0:3     | Рейт Роверз (3)      |
| Ковденбіт (3)            | 2:0     | Дамбартон (4)        |
| Данді (2)                | 2:0     | Грінок Мортон (2)    |
| Форфар Атлетік (4)       | 0:1     | Пітерхед (3)         |
| Гамільтон Академікал (2) | 2:1     | Іст Стерлінгшир (4)  |
| Лівінгстон (2)           | 5:0     | Ейр Юнайтед (3)      |
| Квінз Парк (3)           | 2:1     | Аллоа Атлетік (3)    |
| Росс Каунті (3)          | 3:1     | Елгін Сіті (4)       |
| 8 серпня 2007            |         |                      |
| Арброт (4)               | 4:2     | Альбіон Роверз (4)   |
| Іст Файф (4)             | 1:0     | Квін оф зе Саут (2)  |
| Партік Тісл (2)          | 2:1     | Ейрдрі Юнайтед (3)   |
| Странрар (4)             | 1:2     | Монтроз (4)          |

## Другий раунд
| Команда 1                 | Рахунок      | Команда 2                |
| ------------------------- | ------------ | ------------------------ |
| 28 серпня 2007            |              |                          |
| Бервік Рейнджерс (3)      | 2:3          | Гамільтон Академікал (2) |
| Гретна                    | 3:1          | Ковденбіт (3)            |
| Данді (2)                 | 2:2 пен. 6:5 | Лівінгстон (2)           |
| Інвернесс Каледоніан Тісл | 3:1          | Арброт (4)               |
| Монтроз (4)               | 1:2          | Фолкерк                  |
| Партік Тісл (2)           | 0:0 пен. 5:4 | Сент-Джонстон (2)        |
| Пітерхед (3)              | 0:3          | Кілмарнок                |
| Квінз Парк (3)            | 1:2          | Гіберніан                |
| Сент-Міррен               | 0:1          | Іст Файф (4)             |
| Стерлінг Альбіон (2)      | 0:2          | Гарт оф Мідлотіан        |
| 29 серпня 2007            |              |                          |
| Данді Юнайтед             | 2:1          | Росс Каунті (3)          |
| Мотервелл                 | 3:1          | Рейт Роверз (3)          |

## 1/8 фіналу
| Команда 1                 | Рахунок | Команда 2              |
| ------------------------- | ------- | ---------------------- |
| 25 вересня 2007           |         |                        |
| Фолкерк                   | 0:1     | Данді Юнайтед          |
| Гарт оф Мідлотіан         | 4:1 дч  | Данфермлін Атлетік (2) |
| Гамільтон Академікал (2)  | 2:0     | Кілмарнок              |
| Інвернесс Каледоніан Тісл | 3:0     | Гретна                 |
| 26 вересня 2007           |         |                        |
| Данді (2)                 | 1:2     | Селтік                 |
| Партік Тісл (2)           | 0:2     | Абердин                |
| Іст Файф (4)              | 0:4     | Рейнджерс              |
| Гіберніан                 | 2:4     | Мотервелл              |

## 1/4 фіналу
| Команда 1      | Рахунок | Команда 2                 |
| -------------- | ------- | ------------------------- |
| 31 жовтня 2007 |         |                           |
| Данді Юнайтед  | 3:1     | Гамільтон Академікал (2)  |
| Абердин        | 4:1     | Інвернесс Каледоніан Тісл |
| Селтік         | 0:2     | Гарт оф Мідлотіан         |
| Мотервелл      | 1:2     | Рейнджерс                 |

## 1/2 фіналу
| Команда 1     | Рахунок | Команда 2         |
| ------------- | ------- | ----------------- |
| 30 січня 2008 |         |                   |
| Рейнджерс     | 2:0     | Гарт оф Мідлотіан |
| 5 лютого 2008 |         |                   |
| Абердин       | 1:4     | Данді Юнайтед     |

## Фінал
| 16 березня 2008 17:00 (EEST) |

| Данді Юнайтед        | 2:2 дч   | Рейнджерс      |
| -------------------- | -------- | -------------- |
| Хант 34' де Вріз 95' | Протокол | Бойд 85', 113' |

| Гемпден-Парк, Глазго Глядачів: 50 019 Арбітр: Кенні Кларк |

|                                             |     | Пенальті                                       |  |
| Флуд · Конвей · де Вріз · Робертсон · Вілкі | 2:3 | Даршвілль · Віттакер · Девіс · Маккалох · Бойд |  |